# KANタービレ 〜今夜は帰さナイトフィーバー〜
『KANタービレ 〜今夜は帰さナイトフィーバー〜』（カンタービレ 〜こんやはかえさナイトフィーバー〜）は、日本のシンガーソングライター・KANのトリビュート・ライブを収録した映像作品。2025年4月23日にアップフロントワークス（zetimaレーベル）よりBlu-ray Discで発売された。

## リリース・音楽性
通常盤のみの1形態で発売。16Pフォトブックレットとライブ曲順表が封入されている。
2023年11月12日にKANが逝去したことを受け、生前親交の深かったミュージシャンが集結し、命日である2024年11月12日にぴあアリーナMMで開催されたトリビュート・ライブ『KANタービレ 〜今夜は帰さナイトフィーバー〜』の模様を収録。リハーサル映像や、本ライブの企画・構成を手掛けたホストメンバー（根本要、馬場俊英、スキマスイッチ、秦基博）によるオーディオコメンタリーも収録されている。 

## 出演
- HOSTS
  - スターダスト☆レビュー
  - 馬場俊英
  - スキマスイッチ
  - 秦基博
- ARTISTS
  - ASKA
  - K
  - 桜井和寿 (Mr.Children)
  - 佐藤竹善 (Sing Like Talking)
  - 塩谷哲
  - 杉山清貴
  - 谷村有美
  - トータス松本（ウルフルズ）
  - 林幸治 (TRICERATOPS)
  - 藤井フミヤ
  - 山崎まさよし
  - 和田唱 (TRICERATOPS)
- MUSICIANS
  - 清水淳：Dr.
  - 西嶋正巳：Ba.
  - 佐藤大剛：Gt.
  - 菅原龍平：Cho.
  - 磯貝サイモン：Key.
  - 大坂孝之介：Key.
  - 室屋光一郎：Vn.
  - 徳永友美：Vn.
  - 島岡智子：Va.
  - 奥泉貴圭：Vc.

## 収録内容
1. OPENING [3:07]
2. 何の変哲もないLove Song [3:52]
Vo：根本要・馬場俊英・大橋卓弥・秦基博
Pf：常田真太郎
3. MC [10:39]
4. REGRETS [4:37]
Vo：根本要・ASKA
Pf：常田真太郎
5. MC [4:03]
6. 東京ライフ [4:21]
Vo：杉山清貴・谷村有美
Pf：常田真太郎
7. MC [3:05]
8. プロポーズ [5:52]
Vo/Pf：K
Vo/Ag：和田唱
EB：林幸治
9. MC [5:08]
10. 君が好き胸が痛い [4:43]
Vo：桜井和寿
Pf：塩谷哲
11. MC [5:44]
12. カレーライス [4:31]
Vo：佐藤竹善・山崎まさよし
Pf：塩谷哲
13. MC [5:42]
14. エキストラ [5:19]
Vo：大橋卓弥・トータス松本
Pf：常田真太郎・塩谷哲
15. MC [4:23]
16. 世界でいちばん好きな人 [6:41]
Vo：藤井フミヤ
Pf：常田真太郎
17. MC [4:44]
18. 言えずのI LOVE YOU [5:20]
Vo：根本要・馬場俊英・大橋卓弥・秦基博
Pf：常田真太郎
ここからバンド編成での演奏。
19. Songwriter [4:01]
Vo：K・佐藤竹善
20. Moon [4:50]
Vo：ASKA
Cho：スターダスト☆レビュー
21. カサナルキセキ [6:05]
Vo/Pf：KAN (SEQ)
Vo/Ag：秦基博
22. MC [2:53]
23. まゆみ [4:17]
Vo：桜井和寿
Cho：根本要・馬場俊英・スキマスイッチ・秦基博・谷村有美
24. ロックンロールに絆されて [7:02]
Vo：馬場俊英・山崎まさよし
Cho：スターダスト☆レビュー・スキマスイッチ・秦基博・谷村有美
25. 適齢期LOVE STORY [5:02]
Vo：藤井フミヤ
Vo/Eg：和田唱
Cho：スターダスト☆レビュー・馬場俊英・スキマスイッチ・秦基博・谷村有美・林幸治
26. Oxanne ～愛しのオクサーヌ～ [5:25]
Vo：桜井和寿・トータス松本
Cho：スターダスト☆レビュー・馬場俊英・スキマスイッチ・秦基博・谷村有美
27. すべての悲しみにさよならするために [7:54]
Vo：杉山清貴
Vo/Eg：根本要
Pf：常田真太郎
Cho：スターダスト☆レビュー・馬場俊英・大橋卓弥・秦基博・谷村有美
28. MC [5:08]
29. よければ一緒に [10:03]
Vo：スターダスト☆レビュー・馬場俊英・スキマスイッチ・秦基博・ASKA・K・桜井和寿・佐藤竹善・杉山清貴・谷村有美・トータス松本・林幸治・藤井フミヤ・山崎まさよし・和田唱
Pf：塩谷哲
30. MC【ENCORE】 [3:27]
31. KANのChristmas Song【ENCORE】 [2:35]
Vo：KAN (SEQ)
Cho：スターダスト☆レビュー・馬場俊英・スキマスイッチ・秦基博
32. MC【ENCORE】 [9:53]
33. 愛は勝つ【ENCORE】 [4:47]
Vo：スターダスト☆レビュー・馬場俊英・大橋卓弥・秦基博・ASKA・K・桜井和寿・佐藤竹善・杉山清貴・谷村有美・トータス松本・林幸治・藤井フミヤ・山崎まさよし・和田唱
Pf：常田真太郎・塩谷哲
34. ENDING【ENCORE】 [8:08]
35. リハーサル風景（特典映像） [24:21]